# 黒田朔
黒田 朔（くろだ さく、1940年 - ）は、日本の牧師。福岡県出身、大阪府岸和田市育ち。

## 生い立ち
福岡県で生まれ育ち、大阪で育つ。阪南市立鳥取中学校卒業と同時に大阪府岸和田市に移住。大阪府立岸和田高等学校在学中、高校の聖研に入り福音交友会岸和田聖書教会に在る英会話教室に通い出す。そこにいたマキキ聖城教会出身で福音交友会のアメリカ人宣教師に導かれ、同教会で受洗。
大阪市立大学卒業後、製薬会社に勤務していたが、牧師を目指す為に製薬会社を退職して聖書神学舎に入る。1970年4月から岸和田聖書教会に赴任し、13年間牧師をしていた。高校時代の聖研で知り合った友達と結婚し、3男2女の父親になった。
1983年からマキキ聖城教会の牧師に赴任し、多くの日系人・日本人クリスチャンの為に奉仕をしている。
現在はJCFN理事。2011年5月にはマキキ教会の牧師を引退し、パリ日本語キリスト教会で礼拝奉仕を行っていた。現在は再び福音交友会に戻り阪南バイブルチャーチの牧師として活動している。